# Troianovo, Stara Zagora
Troianovo (în bulgară Трояново) este un sat în comuna Radnevo, regiunea Stara Zagora,  Bulgaria. 

## Demografie
Componența etnică a satului Troianovo
     Turci (10,46%)
     Bulgari (76,53%)
     Romi (8,22%)
     Nicio identificare (4,78%)
La recensământul din 2011, populația satului Troianovo era de 669 locuitori. Din punct de vedere etnic, majoritatea locuitorilor (76,53%) erau bulgari, existând și minorități de turci (10,46%) și romi (8,22%). Pentru 4,78% din locuitori nu este cunoscută apartenența etnică.